# Comtat d'El Asalto
El Comtat d'El Asalto és un títol nobiliari espanyol amb Grandesa d'Espanya, concedit per Carles III el 25 de setembre de 1763 com a Comte de l'Assalt al Castell del Morro de l'Havana, amb el vescomtat previ de Casa Olaz, a Francisco González de Bassecourt, marquès de Grigny a Flandes, marquès de González i del Borghetto a Parma, cavaller de l'Orde de Sant Jaume, gran creu de l'Orde de Carles III, tinent general dels Reials Exèrcits, conseller d'estat, capità general de Catalunya.
La denominació del títol fa referència a l'assalt anglès al castell del Morro de l'Havana, en la defensa del qual va morir heroicament el militar espanyol Vicente González de Bassecourt, el 31 de juliol de 1762. Com a premi al seu servei es va concedir el títol de Conde d'El Asalto al Castell del Morro de l'Havana al germà del mort, Francisco González de Bassecourt.
Alfons XIII va concedir a aquest títol la Grandesa d'Espanya el 5 de juliol de 1920 al VII comte Ramon de Morenés i García-Alesson.

## Comtes d'El Asalto
|                        | Titular                                                      | Període                |
| Creació per Carles III | Creació per Carles III                                       | Creació per Carles III |
| ---------------------- | ------------------------------------------------------------ | ---------------------- |
| I                      | Francisco González de Bassecourt                             | 1763-                  |
| II                     | Gertrudis González de Bassecourt                             |                        |
| III                    | Felipe María Pinel y González Ladrón de Guevara y Bassecourt |                        |
| IV                     | Antonio María Pinel y Ceballos                               |                        |
| V                      | María de la Concepción Pinel y Ceballos                      |                        |
| VI                     | Carlos García-Alessón y Pinel                                | ? -1886                |
| VII                    | María Fernanda García-Alessón y Pardo de Rivadeneyra         | 1886- ?                |
| VIII                   | Ramon Maria de Morenés i García-Alesson                      |                        |
| IX                     | Ramón María de Morenés y Carvajal                            | 1948-1959              |
| X                      | Fernando de Morenés y Carvajal                               | 1959-1970              |
| XI                     | María Teresa de Morenés y de Urquijo                         | 1974-actual titular    |

## Història dels comtes d'El Asalto
- Francisco González de Bassecourt (1720-1793), I comte d'El Asalto, II marquès de Grigny. Així mateix va ser II marquès de González i marquès de Borghetto (títols tots dos de les Dues Sicílies).

1. Va casar amb María Vicenta Valcárcel y Daoiz (Camarista de la Reina). Sense successió.
2. Va casar en segones nupcias amb María Josefa Daoiz y Guendica. Sense successió. El va succeir la seva germana:

- Gertrudis González de Bassecourt, II comtessa d'El Asalto, marquesa de Grigny (no reconegut). Així mateix, va anar III marquesa de González.

1. Va casar amb Manuel Francisco Pinel Lladre de Guevara. Li va succeir el seu fill:

- Felipe María Pinel y González Ladrón de Guevara y Bassecourt, III comte d'El Asalto.

1. Va casar amb María Carmen de Ceballos y Díaz-Pimienta de Molina Torrezar (marquesa de Ceballos a les Dues Sicílies). El va succeir el seu fill:

- Antonio María Pinel i Ceballos, IV comte d'El Asalto, marquès de Ceballos (en les Dues Sicílies).

1. Va casar amb Francisca de Paula de Ustariz III marquesa d'Echandía. Sense successió. El va succeir la seva germana:

- María de la Concepció Pinel i Ceballos, V comtessa d'El Asalto, marquesa de Grigny. Així mateix, va ser marquesa de Borghetto i IV marquesa de Ceballos (títols tots dos de les Dues Sicílies).

1. Va casar amb Félix García-Alesson y Davalillo II baró de Casa Davalillo. La va succeir el seu fill:

- Carlos García-Alessón y Pinel (1805-1886), VI comte d'El Asalto. Així mateix, va ser marquès de González i V marquès de Ceballos (títols tots dos de les Dues Sicílies), III baró de Casa Davalillo.

1. Va casar amb María de los Dolores Pardo de Rivadeneyra i Ruiz de Trocóniz. El va succeir la seva filla:

- María Fernanda García-Alessón y Pardo de Rivadeneyra (1829-1911), VII comtessa d'El Asalto, IV baronessa de Casa Davalillo.

1. Va casar amb Carles de Morenés i de Tord, IV baró de les Quatre Torres. La va succeir el seu fill:

- Ramón María de Morenés i García-Alessón (1886-1930), VIII comte d'El Asalto, III marquès de Grigny (per rehabilitació al seu favor en 1902), II comte de la Peña del Moro, V baró de les Quatre Torres, Gentilhome Gran d'Espanya amb exercici i servitud del Rei Alfons XIII.

1. Va casar amb María Inmaculada de Carvajal y Hurtado de Mendoza. El va succeir el seu fill.

- Ramón María de Morenés y Carvajal (1901-1959), IX comte d'El Asalto, VI baró de les Quatre Torres, III vescomte d'Alesón. Solter. El va succeir el seu germà:

- Fernando de Morenés y Carvajal (1903-1970), X comte d'El Asalto, IV marquès de Grigny, VII baró de les Quatre Torres.

1. Va casar amb María Teresa de Urquijo y Landecho. El va succeir la seva filla:

- María Teresa de Morenés y de Urquijo (n. en 1947), XI comtessa d'El Asalto, V marquesa de Grigny, VIII baronessa de les Quatre Torres.

1. Va casar amb Juan Pedro Domecq y Solís-Beaumont.